# Palota
Palota (in tedesco Schlossber o Wardein, in ungherese Palota, in ruteno Polata) è un comune della Slovacchia facente parte del distretto di Medzilaborce, nella regione di Prešov, situato sul fiume Laborec.
Fu menzionato per la prima volta in un documento storico nel 1330. All'epoca costituiva un importante castello appartenente alla Signoria di Humenné. Nel XVIII secolo passò ai conti Csáky che lo detennero fino al XIX secolo.
Il suo nome in lingua ungherese significa "fortezza".